# Луна-1A
Луна-1А, інша назва Луна Є-1 № 1 — радянська автоматична міжпланетна станція серії Є-1 для влучання в поверхню Місяця.
Перша в СРСР спроба запуску автоматичної міжпланетної станції до Місяця. За програмою польоту станція мала випустити хмару натрію (штучну комету) для спостереження з Землі і уточнення орбіти. Станція також мала досягти поверхні Місяця і доставити вимпел з гербом СРСР.
23 вересня 1958 року відбувся запуск ракети-носія «Восток-Л». на 92 секунді після запуску в одному з блоків першого ступеня виник поздовжній резонанс, що призвів до вибуху ракети-носія.